# Physis
Physis ist im allgemeinen Sprachgebrauch ein Synonym für den menschlichen Körper (vergleiche dazu Physiotherapie oder „physisches Wohlbefinden“).
In Theologie, Philosophie und Naturwissenschaft ist Physis (von altgriechisch φύσις phýsis) ein Fachterminus, der meist mit „Natur“ (von lateinisch natura, der semantischen Entsprechung des griechischen physis), „natürliche Beschaffenheit, Naturbeschaffenheit“ oder „Körperbeschaffenheit“ übersetzt wird.

## Ursprung
Das älteste Schriftzeugnis dieses Wortes liegt in der Odyssee von Homer vor, der es ein einziges Mal verwendet und sich dabei auf das Wachstumsverhalten einer Pflanzenart bezieht. Die ursprüngliche Bedeutung wird übersetzt mit dem natürlichen Wachstum der Pflanzen, Tiere sowie natürlichen Entwicklungsvorgängen außerhalb äußeren Einflusses. Bereits bei den Philosophen vor Sokrates entwickelt sich die Verwendung hin zur Bedeutung „Natur“. Seit Aristoteles wird das Physische (der Gegenstand der Physik) oft dem Metaphysischen (dem Gegenstand der Metaphysik) und dem vom Mensch Geschaffenen (techne) gegenübergestellt.
Physis ist eine Ableitung des Verbs φύειν phýein, das „erzeugen, hervorbringen, entstehen lassen“ oder „beschaffen sein“ bedeutet. Analog ist Natur vom lateinischen Verb nasci („entstehen, entspringen, seinen Anfang nehmen, herrühren“) abgeleitet.

## Medizin und Biologie
In der Biologie und der Medizin wird der Gräzismus „Physis“ im Sinne von ‚Wuchs‘, ‚Gewachsenes‘ oder auch ‚Gewächs‘ verwendet – insbesondere als Wortstamm („-physis“ bzw. eingedeutscht „-physe“) wie z. B. in „Symphysis/-physe“, „Epiphysis/-physe“, „Hypophyse“.
Auch im Englischen existiert der medizinische Terminus physis, und zwar für den Bereich am Knochen zwischen Metaphyse und Epiphyse – dieser wird im Deutschen allerdings als „Epiphysenfuge“ bezeichnet.